# Auguste-Jean Gaudin
Auguste-Jean Gaudin (* 29. Juli 1914 in Argentré du Plessis, Ille-et-Vilaine; † 23. Mai 1992) war ein französischer Maler und Kupferstecher.

## Biografie
Vom 17. April 1929 bis zum 31. März 1930 war Auguste-Jean Gaudin bei der Firma Zappone et Pénard in Rennes beschäftigt. Vom 1. April 1930 bis zum 30. September 1931 arbeitete er für den Miederwarenhändler J. Even in Rennes. In der Zeit von Oktober 1931 bis Mai 1932 war er Schüler von Pierre Galle an der Schule der Schönen Künste in Rennes (École des beaux-arts de Rennes). Ab 1933 diente er als Soldat im 1. Zuavenregiment in Casablanca. Anschließend arbeitete er ab 1938 für die Gesellschaft der elektrischen Metallbearbeitung in Saint-Ouen. Während des Zweiten Weltkrieges war er Kriegsgefangener im Stalag IV C im Sudetenland im heutigen Tschechien (Region Most).
Seine Kunst stellt Szenen aus dem Alltagsleben dar und zeichnet ein vom Expressionismus geprägtes Bild der zeitgenössischen Gesellschaft. 1948 erhielt er den Blumenthal-Preis für einen Kupferstich. 1950 heiratete er Jacqueline Auberty, Assistentin in der Abteilung für Grafiken und Fotografie der Französischen Nationalbibliothek.
Gaudin wurde Professor an der Schule der Schönen Künste in Douai (École des beaux-arts de Douai).

## Öffentliche Sammlungen
- Musée de la Chartreuse, Douai: Les Nouvelles écluses de Douai, Öl auf Leinwand, 1,00 × 0,81, signiert, erstanden vor 1950.
- Épinal, musée départemental des Vosges: La Séance de modèle vivant, Tuschezeichnung, gestiftet vom Künstler im Jahre 1970.
- Musée des Beaux-Arts de Nantes: Ducasse de Gayant à Douai, gestiftet vom Künstler im Jahre 1989.
- Paris, Cabinet des estampes et de la photographie der Nationalbibliothek: etwa vierzig Drucke.
- Rennes, Musée des beaux-arts: Près de Saint-Briac, Bild aus schwarzer Tinte und grauer Tusche, 0,56 × 0,76, signiert und datiert 1959, erstanden 1959
- An unbekannten Orten: sechs Werke des Künstlers wurden vom Französischen Staat bestellt und sind in der Datenbank „Arcade“ erfasst: culture.gouv.fr.

## Zitate
- Gaudin hat sich durch sein kunstvolles Handwerk und seine dunkle und tragische Inspiration an die Spitze der zeitgenössischen Gravierung gesetzt. Seine Frau arbeitete als Assistentin an mehreren Ausgaben dieses Inventars.

— Jean Adhémar, op.cit. S. 443
- « (en)The Print Departement is pleased to announce the acquisition of representative groups of prints by Michel Ciry and Auguste-Jean Gaudin through the generous gift of Mr. Hiram C. Merill of Cambridge, Massachusetts, who has long since been an interested friend of the Department. The etchings of these young French artistes were honored by the Comité National de la Gravure Française by the inclusion of their work in the exchange exhibition of Contemporary French Prints, which was shown in the Wiggin Gallery during the months of October and November 1952. If one can judge the result of this recent international exchange between our two countries, it would be safe to say that a sense of growing kinship between them has developed with a greater understanding trough the graphic arts. Since it has always been felt that knowledge of French art is indispensable, especially on the cooper plate are eagerly sought. »

— Arthur W. Heintzelmann, « Prints of Michel Ciry and Auguste-Jean Gaudin », in The Boston Public Library quarterly, avril 1953, p. 107–110.

## Ausstellungen
- Paris, Les Peintres-Graveurs Français, 1947
- Paris, Le Cercle de la Librairie, 1947
- Boston, 1953
- Florenz, 1972